# Eragisa sabulosa
Eragisa sabulosa är en fjärilsart som beskrevs av William Schaus 1904. Eragisa sabulosa ingår i släktet Eragisa och familjen tandspinnare. Inga underarter finns listade i Catalogue of Life.